# جام جهانی والیبال مردان ۱۹۶۵
اف‌آی‌وی‌بی جام جهانی والیبال مردان ۱۹۶۵ نخستین دوره از جام جهانی مردان می‌باشد که از ۱۳ تا ۱۹ سپتامبر ۱۹۶۵ در لهستان برگزار گردید.
یازده کشور در نخستین دورهٔ مسابقات که به عنوان «تورنمنت قاره‌ها» نیز شناخته می‌شود شرکت داشتند - ده کشور از اروپا بودند، قارهٔ برتر در آن زمان. ژاپن تنها تیم خارج از این قاره بوده که در این دوره شرکت کرد.

## دور یکم

### گروه A
- میزبان:  ورشو، لهستان

|      |                    |          | مسابقات | مسابقات | ست‌ها | ست‌ها | ست‌ها  | امتیازها | امتیازها | امتیازها |
| رتبه | تیم                | امتیازها | برد     | باخت    | برد  | باخت | نسبت  | برد      | باخت     | نسبت     |
| ---- | ------------------ | -------- | ------- | ------- | ---- | ---- | ----- | -------- | -------- | -------- |
| ۱    | اتحاد جماهیر شوروی | ۶        | ۳       | ۰       | ۹    | ۳    | ۳٫۰۰۰ | ۱۶۱      | ۱۱۸      | ۱٫۳۶۴    |
| ۲    | لهستان             | ۵        | ۲       | ۱       | ۸    | ۳    | ۲٫۶۶۷ | ۱۴۶      | ۹۸       | ۱٫۴۹۰    |
| ۳    | مجارستان           | ۴        | ۱       | ۲       | ۳    | ۷    | ۰٫۴۲۹ | ۱۰۴      | ۱۴۲      | ۰٫۷۳۲    |
| ۴    | فرانسه             | ۳        | ۰       | ۳       | ۲    | ۹    | ۰٫۲۲۲ | ۱۰۸      | ۱۶۱      | ۰٫۶۷۱    |

| تاریخ      |                    | نتیجه |          | ست ۱  | ست ۲  | ست ۳  | ست ۴  | ست ۵ | مجموع |
| ---------- | ------------------ | ----- | -------- | ----- | ----- | ----- | ----- | ---- | ----- |
| ۱۲ سپتامبر | مجارستان           | ۳–۱   | فرانسه   | ۱۵–۱۳ | ۱۶–۱۴ | ۱۲–۱۵ | ۱۵–۱۰ |      | ۵۸–۵۲ |
| ۱۲ سپتامبر | اتحاد جماهیر شوروی | ۳–۲   | لهستان   | ۸–۱۵  | ۱۵–۶  | ۱۵–۱۳ | ۵–۱۵  | ۱۵–۷ | ۵۸–۵۶ |
| ۱۳ سپتامبر | اتحاد جماهیر شوروی | ۳–۰   | مجارستان | ۱۵–۵  | ۱۵–۷  | ۱۵–۸  |       |      | ۴۵–۲۳ |
| ۱۳ سپتامبر | لهستان             | ۳–۰   | فرانسه   | ۱۵–۳  | ۱۵–۵  | ۱۵–۹  |       |      | ۴۵–۱۷ |
| ۱۴ سپتامبر | اتحاد جماهیر شوروی | ۳–۱   | فرانسه   | ۱۵–۹  | ۱۵–۹  | ۱۳–۱۵ | ۱۵–۶  |      | ۵۸–۳۹ |
| ۱۴ سپتامبر | لهستان             | ۳–۰   | مجارستان | ۱۵–۶  | ۱۵–۷  | ۱۵–۱۰ |       |      | ۴۵–۲۳ |

### گروه B
- میزبان:  شچچین، لهستان

|      |            |          | مسابقات | مسابقات | ست‌ها | ست‌ها | ست‌ها  | امتیازها | امتیازها | امتیازها |
| رتبه | تیم        | امتیازها | برد     | باخت    | برد  | باخت | نسبت  | برد      | باخت     | نسبت     |
| ---- | ---------- | -------- | ------- | ------- | ---- | ---- | ----- | -------- | -------- | -------- |
| ۱    | آلمان شرقی | ۵        | ۲       | ۱       | ۷    | ۴    | ۱٫۷۵۰ | ۱۳۹      | ۱۲۵      | ۱٫۱۱۲    |
| ۲    | چکسلواکی   | ۵        | ۲       | ۱       | ۷    | ۵    | ۱٫۴۰۰ | ۱۶۰      | ۱۲۵      | ۱٫۲۸۰    |
| ۳    | یوگسلاوی   | ۵        | ۲       | ۱       | ۷    | ۶    | ۱٫۱۶۷ | ۱۶۰      | ۱۶۹      | ۰٫۹۴۷    |
| ۴    | هلند       | ۳        | ۰       | ۳       | ۳    | ۹    | ۰٫۳۳۳ | ۱۲۲      | ۱۶۲      | ۰٫۷۵۳    |

| تاریخ      |            | نتیجه |            | ست ۱  | ست ۲  | ست ۳  | ست ۴  | ست ۵ | مجموع |
| ---------- | ---------- | ----- | ---------- | ----- | ----- | ----- | ----- | ---- | ----- |
| ۱۲ سپتامبر | آلمان شرقی | ۳–۰   | هلند       | ۱۵–۱۰ | ۱۵–۹  | ۱۵–۳  |       |      | ۴۵–۲۲ |
| ۱۲ سپتامبر | یوگسلاوی   | ۳–۱   | چکسلواکی   | ۸–۱۵  | ۱۵–۱۲ | ۱۵–۱۳ | ۱۵–۷  |      | ۵۳–۴۷ |
| ۱۳ سپتامبر | چکسلواکی   | ۳–۱   | هلند       | ۱۵–۱۳ | ۱۱–۱۵ | ۱۵–۳  | ۱۵–۴  |      | ۵۶–۳۵ |
| ۱۳ سپتامبر | آلمان شرقی | ۳–۱   | یوگسلاوی   | ۱۲–۱۵ | ۱۵–۱۱ | ۱۵–۷  | ۱۵–۱۳ |      | ۵۷–۴۶ |
| ۱۴ سپتامبر | چکسلواکی   | ۳–۱   | آلمان شرقی | ۱۵–۱۰ | ۱۵–۱۳ | ۱۲–۱۵ | ۱۵–۹  |      | ۵۷–۳۷ |
| ۱۴ سپتامبر | یوگسلاوی   | ۳–۲   | هلند       | ۱۳–۱۵ | ۱۶–۱۴ | ۱–۱۵  | ۱۶–۱۴ | ۱۵–۷ | ۶۱–۶۵ |

### گروه C
- میزبان:  می‌یلتس، لهستان

|      |           |          | مسابقات | مسابقات | ست‌ها | ست‌ها | ست‌ها  | امتیازها | امتیازها | امتیازها |
| رتبه | تیم       | امتیازها | برد     | باخت    | برد  | باخت | نسبت  | برد      | باخت     | نسبت     |
| ---- | --------- | -------- | ------- | ------- | ---- | ---- | ----- | -------- | -------- | -------- |
| ۱    | رومانی    | ۴        | ۲       | ۰       | ۶    | ۲    | ۳٫۰۰۰ | ۱۱۷      | ۸۴       | ۱٫۳۹۳    |
| ۲    | ژاپن      | ۳        | ۱       | ۱       | ۴    | ۵    | ۰٫۸۰۰ | ۹۸       | ۱۲۷      | ۰٫۷۷۲    |
| ۳    | بلغارستان | ۲        | ۰       | ۲       | ۳    | ۶    | ۰٫۵۰۰ | ۱۲۴      | ۱۲۸      | ۰٫۹۶۹    |

| تاریخ      |        | نتیجه |           | ست ۱  | ست ۲  | ست ۳  | ست ۴  | ست ۵  | مجموع |
| ---------- | ------ | ----- | --------- | ----- | ----- | ----- | ----- | ----- | ----- |
| ۱۲ سپتامبر | رومانی | ۳–۱   | بلغارستان | ۱۵–۱۲ | ۱۴–۱۶ | ۱۶–۱۴ | ۱۵–۱۲ |       | ۶۰–۵۴ |
| ۱۳ سپتامبر | ژاپن   | ۳–۲   | بلغارستان | ۱۵–۱۱ | ۱۶–۱۸ | ۶–۱۵  | ۱۶–۱۴ | ۱۵–۱۲ | ۶۸–۷۰ |
| ۱۴ سپتامبر | رومانی | ۳–۱   | ژاپن      | ۱۵–۴  | ۱۵–۷  | ۱۲–۱۵ | ۱۵–۴  |       | ۵۷–۳۰ |

## دور نهایی

### مسابقات برای مکان‌های ۱۱–۷
- میزبان:  کیلتس، لهستان

|      |           |          | مسابقات | مسابقات | ست‌ها | ست‌ها | ست‌ها  | امتیازها | امتیازها | امتیازها |
| رتبه | تیم       | امتیازها | برد     | باخت    | برد  | باخت | نسبت  | برد      | باخت     | نسبت     |
| ---- | --------- | -------- | ------- | ------- | ---- | ---- | ----- | -------- | -------- | -------- |
| ۷    | مجارستان  | ۸        | ۴       | ۰       | ۱۲   | ۳    | ۴٫۰۰۰ | ۲۳۰      | ۱۸۴      | ۱٫۲۵۰    |
| ۸    | یوگسلاوی  | ۷        | ۳       | ۱       | ۹    | ۶    | ۱٫۵۰۰ | ۲۰۰      | ۱۷۷      | ۱٫۱۳۰    |
| ۹    | بلغارستان | ۶        | ۲       | ۲       | ۸    | ۶    | ۱٫۳۳۳ | ۱۷۱      | ۱۶۳      | ۱٫۰۴۹    |
| ۱۰   | هلند      | ۵        | ۱       | ۳       | ۵    | ۱۰   | ۰٫۵۰۰ | ۱۹۸      | ۲۱۲      | ۰٫۹۳۴    |
| ۱۱   | فرانسه    | ۴        | ۰       | ۴       | ۳    | ۱۲   | ۰٫۲۵۰ | ۱۵۲      | ۲۱۵      | ۰٫۷۰۷    |

| تاریخ      |           | نتیجه |           | ست ۱  | ست ۲  | ست ۳  | ست ۴  | ست ۵ | مجموع |
| ---------- | --------- | ----- | --------- | ----- | ----- | ----- | ----- | ---- | ----- |
| ۱۶ سپتامبر | یوگسلاوی  | ۳–۱   | فرانسه    | ۱۳–۱۵ | ۱۵–۷  | ۱۵–۵  | ۱۵–۷  |      | ۵۸–۳۴ |
| ۱۶ سپتامبر | مجارستان  | ۳–۲   | بلغارستان | ۴–۱۵  | ۱۵–۷  | ۱۱–۱۵ | ۱۵–۶  | ۱۵–۹ | ۶۰–۵۲ |
| ۱۷ سپتامبر | هلند      | ۳–۱   | فرانسه    | ۱۵–۹  | ۹–۱۵  | ۱۵–۶  | ۱۵–۱۳ |      | ۵۴–۴۳ |
| ۱۷ سپتامبر | یوگسلاوی  | ۳–۰   | بلغارستان | ۱۵–۷  | ۱۵–۷  | ۱۵–۸  |       |      | ۴۵–۲۲ |
| ۱۸ سپتامبر | مجارستان  | ۳–۰   | یوگسلاوی  | ۷–۱۵  | ۱۵–۱۳ | ۱۵–۳  | ۱۵–۴  |      | ۵۲–۳۵ |
| ۱۸ سپتامبر | بلغارستان | ۳–۰   | هلند      | ۷–۱۵  | ۱۵–۵  | ۱۵–۲  | ۱۶–۱۴ |      | ۵۳–۳۶ |
| ۱۹ سپتامبر | مجارستان  | ۳–۰   | هلند      | ۱۵–۹  | ۱۱–۱۵ | ۱۵–۹  | ۱۵–۱۱ |      | ۵۶–۴۴ |
| ۱۹ سپتامبر | بلغارستان | ۳–۰   | فرانسه    | ۱۵–۷  | ۱۵–۱۰ | ۱۵–۶  |       |      | ۴۵–۲۳ |

### مسابقات برای مکان‌های ۶–۱
- میزبان:  ووچ، لهستان

|      |                    |          | مسابقات | مسابقات | ست‌ها | ست‌ها | ست‌ها  | امتیازها | امتیازها | امتیازها |
| رتبه | تیم                | امتیازها | برد     | باخت    | برد  | باخت | نسبت  | برد      | باخت     | نسبت     |
| ---- | ------------------ | -------- | ------- | ------- | ---- | ---- | ----- | -------- | -------- | -------- |
| ۱    | اتحاد جماهیر شوروی | ۹        | ۴       | ۱       | ۱۴   | ۷    | ۲٫۰۰۰ | ۲۸۹      | ۲۱۴      | ۱٫۳۵۰    |
| ۲    | لهستان             | ۹        | ۴       | ۱       | ۱۴   | ۸    | ۱٫۷۵۰ | ۲۷۸      | ۲۵۰      | ۱٫۱۱۲    |
| ۳    | چکسلواکی           | ۸        | ۳       | ۲       | ۱۳   | ۸    | ۱٫۶۲۵ | ۲۸۶      | ۲۴۳      | ۱٫۱۷۷    |
| ۴    | ژاپن               | ۷        | ۲       | ۳       | ۹    | ۱۲   | ۰٫۷۵۰ | ۲۳۱      | ۲۹۶      | ۰٫۷۸۰    |
| ۵    | آلمان شرقی         | ۶        | ۱       | ۴       | ۶    | ۱۲   | ۰٫۵۰۰ | ۲۰۳      | ۲۳۳      | ۰٫۸۷۱    |
| ۶    | رومانی             | ۶        | ۱       | ۴       | ۴    | ۱۳   | ۰٫۳۰۸ | ۱۷۸      | ۲۲۹      | ۰٫۷۷۷    |

| تاریخ      |                    | نتیجه |                    | ست ۱  | ست ۲  | ست ۳  | ست ۴  | ست ۵  | مجموع |
| ---------- | ------------------ | ----- | ------------------ | ----- | ----- | ----- | ----- | ----- | ----- |
| ۱۶ سپتامبر | آلمان شرقی         | ۳–۰   | رومانی             | ۱۵–۸  | ۱۵–۱۰ | ۱۵–۴  |       |       | ۴۵–۲۲ |
| ۱۶ سپتامبر | اتحاد جماهیر شوروی | ۳–۲   | چکسلواکی           | ۱۶–۱۸ | ۱۵–۶  | ۱۵–۱۷ | ۱۵–۱۱ | ۱۵–۵  | ۴۵–۲۲ |
| ۱۶ سپتامبر | لهستان             | ۳–۲   | ژاپن               | ۱۵–۸  | ۱۵–۹  | ۶–۱۵  | ۸–۱۵  | ۱۵–۴  | ۵۹–۵۱ |
| ۱۷ سپتامبر | ژاپن               | ۳–۲   | اتحاد جماهیر شوروی | ۱۵–۱۲ | ۷–۱۵  | ۱۵–۱۱ | ۲–۱۵  | ۱۵–۱۲ | ۵۴–۶۵ |
| ۱۷ سپتامبر | چکسلواکی           | ۳–۱   | رومانی             | ۱۵–۹  | ۱۵–۷  | ۱۱–۱۵ | ۱۵–۲  |       | ۵۶–۳۳ |
| ۱۷ سپتامبر | لهستان             | ۳–۱   | آلمان شرقی         | ۱۵–۱۱ | ۱۵–۸  | ۱۰–۱۵ | ۱۵–۹  |       | ۵۵–۴۳ |
| ۱۸ سپتامبر | ژاپن               | ۳–۲   | آلمان شرقی         | ۱۵–۱۱ | ۱۵–۹  | ۳–۱۵  | ۶–۱۵  | ۱۵–۹  | ۵۴–۵۹ |
| ۱۸ سپتامبر | لهستان             | ۳–۲   | چکسلواکی           | ۳–۱۵  | ۱۵–۱۰ | ۷–۱۵  | ۱۵–۱۱ | ۱۵–۹  | ۵۵–۶۰ |
| ۱۸ سپتامبر | اتحاد جماهیر شوروی | ۳–۰   | رومانی             | ۱۵–۷  | ۱۵–۱۲ | ۱۵–۹  |       |       | ۴۵–۲۸ |
| ۱۹ سپتامبر | چکسلواکی           | ۳–۱   | ژاپن               | ۱۰–۱۵ | ۱۶–۱۴ | ۱۵–۴  | ۱۵–۹  |       | ۵۶–۴۲ |
| ۱۹ سپتامبر | اتحاد جماهیر شوروی | ۳–۰   | آلمان شرقی         | ۱۵–۳  | ۱۵–۶  | ۱۵–۱۰ |       |       | ۴۵–۱۹ |
| ۱۹ سپتامبر | لهستان             | ۳–۱   | رومانی             | ۱۵–۶  | ۸–۱۵  | ۱۵–۸  | ۱۵–۹  |       | ۵۳–۳۸ |

## رده‌بندی نهایی
| رتبه | تیم                |
| ---- | ------------------ |
| 1    | اتحاد جماهیر شوروی |
| 2    | لهستان             |
| 3    | چکسلواکی           |
| ۴    | ژاپن               |
| ۵    | آلمان شرقی         |
| ۶    | رومانی             |
| ۷    | مجارستان           |
| ۸    | یوگسلاوی           |
| ۹    | بلغارستان          |
| ۱۰   | هلند               |
| ۱۱   | فرانسه             |

| قهرمان جام جهانی ۱۹۶۵               |
| ----------------------------------- |
| · اتحاد جماهیر شوروی · نخستین عنوان |

| فهرست ۱۲ نفره |
| والری کراوچنکو، Zhanbek Saurambaev, یوگن لاپینسکی، ویکتور میخالچوک، نیکولای بوروبین، یوری ونگروفسکی، ایوان بوگاینکوفس، یوری پویارکوف، دمیتری ووسکوبوینیکوف، ادوارد سیبیریاکوف، واژا کاچاراوا، Vladimir Sanakoev |
| سرمربی: |
| Yuri Kleschev |